# La Femme du déserteur
La Femme du déserteur (hebrejsky אשה זרה‎) je francouzsko-izraelské filmové drama z roku 1991, které režíroval Michal Bat-Adam podle vlastního scénáře.

## Děj
Nina je francouzská koncertní pianistka, která se seznámí s izraelským počítačovým specialistou Ilanem. Ten je v Paříži na dovolené. Zamilují se, vezmou se a se synem Gilim se přestěhují do Izraele. Nedlouho poté je Ilan povolán do izraelské armády na povinnou vojenskou službu, protože situace na Blízkém východě je kritická: Saddám Husajn napadl se svými iráckými silami Kuvajt; druhá válka v Zálivu se blíží.
Poté, co byla úspěšně přijata do Izraelského filharmonického orchestru, se Nina dozví, že její manžel byl zraněn v boji. V nemocnici ke svému zděšení zjistí, že Ilan nebyl zraněn nepřátelskými jednotkami, ale izraelskými vojáky, když se pokusil nezákonně uprchnout ze svého stanoviště.
Navzdory tomuto odhalení při něm Nina nadále stojí a snaží se pochopit jeho motivace. Nejen Ilan, ale i Nina je však stále více vyčleňována ze svého okolí. Když se chystá Ninin koncertní debut s Izraelským filharmonickým orchestrem, symbolicky v den ultimáta OSN Saddámu Husajnovi, společenský tlak na ni nezměrně narůstá. Nina proto opouští Ilana a vrací se s Gilim zpět do Francie.

## Obsazení
| Fanny Ardant       | Nina |
| Sharon Alexander   | Ilan |
| Daniele Napolitano | Gili |
| Gidi Gov           | Ofer |